# Pomník Petra Michala Bohúňa
Pomník Petra Michala Bohúňa je národní kulturní památka Slovenské republiky nacházející se v bratislavské městské části Staré Mesto na Rázusově nábřeží před Slovenskou národní galerií. Za národní kulturní památku byl vyhlášen 23. října 1963.
Pomník postavili v roce 1958 na památku slovenského malíře Petra Michala Bohúňa (1822–1879). Postaven je ve stylu realismu a jeho autorem je akademický sochař Fraňo Štefunko.